# Oospila stenobathra
Oospila stenobathra là một loài bướm đêm trong họ Geometridae.